# فرودگاه مایسور مانداکالی
فرودگاه مایسور مانداکالی (به انگلیسی: Mysore Mandakalli Airport) یک فرودگاه همگانی با کد یاتا MYQ است که یک باند فرود آسفالت دارد و طول باند آن ۱۳۴۷ متر است. این فرودگاه در شهر میسور کشور هند قرار دارد و در ارتفاع ۷۱۵ متری از سطح دریا واقع شده‌است.